# Verdad consecuencia
Verdad consecuencia va ser una sèrie de televisió transmesa a través de la pantalla de Canal 13. Produïda per la productora Pol-Ka, la sèrie va constar de tres temporades (1996, 1997 i 1998) emeses en l'horari dels dimarts a les 23 hores.
La sèrie no va trigar a convertir-se en un èxit, més encara tenint en compte l'atípic horari per a la televisió argentina d'aquest moment, que situava a aquest unitari en la difícil franja de les 23 hores.
Aquesta seriï va ser la segona producció realitzada per Pol-Ka (d'Adrián Suar) a convertir-se en un boom (la primera havia estat la reeixida Poliladron). Quant a format i temàtiques tocades Verdad consecuencia va donar peu per a l'arribada de sèries com Vulnerables, Culpables o Locas de amor (totes produccions de Pol-Ka). LLa sèrie, a més, inaugurava un nou concepte estètic, que l'acostava més al clima del fílmic que del vídeo.

## Trama
La història abastava les trobades i desacords de set amics que es coneixien des de la infantesa, ja arribant als 30 anys. Leo (Fabián Vena) és un polític corrupte tractant d'arribar al cim peti qui peti. Sabrina (Andrea Pietra) casada amb Leo i criada en una família tradicional, és ingènua i no pot veure les maniobres que fa el seu marit. Vivi (Emília Mazer) passarà un temps en una clínica psiquiàtrica perquè no pot prendre les regnes de la seva vida. Martín (Antonio Birabent) un cineasta solitari a qui la vida li farà torçar el seu rumb. Carolina (Valentina Bassi), una mare soltera, oculta un secret que commocionarà tots els amics. Ariel (Damián De Santo), un advocat gai, espera el seu primer fill i no s'entén amb la seva família. Juan (Carlos Santamaría) és un psiquiatre que es perd en el seu treball per a així no veure que la seva pròpia vida no té un balanç.

## Repartiment

### Protagonistes
| Actor             | Personatge         | Temporada | Temporada | Temporada |
| Actor             | Personatge         | 1a        | 2a        | 3a        |
| ----------------- | ------------------ | --------- | --------- | --------- |
| Fabián Vena       | Leonardo Predás    | Principal | Principal | Principal |
| Emilia Mazer      | Viviana            | Principal | Principal | Principal |
| Antonio Birabent  | Martín Pastor      | Principal | Principal | Principal |
| Andrea Pietra     | Sabrina            | Principal | Principal | Principal |
| Valentina Bassi   | Carolina Gutiérrez | Principal | Principal | Principal |
| Damián De Santo   | Ariel Quintana     | Principal | Principal | Principal |
| Carlos Santamaría | Juan Maiuchi       | Principal | Principal | Principal |

### Repartiment secundari
- Inés Estévez com Andrea.
- Alejandro Awada como Felipe.
- Agustín López com Agustín Pastor.
- Luciana Ramos com Eugenia.
- Valeria Bertuccelli com Renata.
- Pablo Shilton com Patricio.
- Pepe Monje com Pablo Quintana.
- Juan Cruz Bordeu com Federico.
- Manuel Vicente com Francisco Cárdenas.
- Nancy Dupláa com Fernanda.
- Boy Olmi com Nicolás.
- Julieta Ortega com Nora.
- Malena Solda com Olivia.
- Daniel Kuzniecka com Diego.
- Pablo Cedrón com Moza.
- Arnaldo André
- Laura Azcurra
- Arturo Bonín
- Víctor Bruno com Quintana.
- Norma Ibarra com Tita Quintana.
- Antonio Grimau
- Julieta Díaz
- Alejo Ortiz
- Roberto Antier como Ernesto Polo.
- María Fernanda Callejón
- Lidia Catalano
- Virginia Innocenti
- Noemí Frenkel
- Federico D'Elía
- Florencia de la V
- Adrián Galatti com Tomás Maiuchi.
- Juan Palomino com Aldo Sánchez.
- Tino Pascali com Salvatore Maiuchi.

## Premis
- Premis Ondas 1996[3]
- Premi del Festival de Biarritz

1996
- Nominat al Premi Martín Fierro al millor Unitari i/o Sèrie
- Nominat al Premi Martín Fierro al millor Autor i/o Libretista (Gustavo Belatti / Mario Segade)
- Nominat al Premi Martín Fierro a l'Actor Revelació (Antonio Birabent)
- Nominat al Premi Martín Fierro a l'Actor Revelació (Carlos Santamaría)

1997
- Nominat al Premi Martín Fierro a la millor Actriu Dramàtica (Emília Mazer)

1998
- Nominat al Premi Martín Fierro al millor Unitari i/o Sèrie
- Nominat al Premi Martín Fierro al millor Actor Dramàtic (Fabián Vena)
- Nominat al Premi Martín Fierro a l'Actriu Revelació (Laura Azcurra)

## Repetició
L'any 2005 es va poder veure la repetició de la sèrie a través del canal de cable Volver.